# 托勒密 (皮洛士之子)
托勒密 （前295年—前272年），是伊庇魯斯摩羅西亞國王皮洛士的長子。她的母親安提戈涅是皮洛士第一位王后，她很可能死於難產。皮洛士為了榮耀並感謝安提戈涅的繼父埃及國王托勒密一世曾經在青年時期幫助過自己，他把長子也名為托勒密。
當皮洛士發起義大利遠征時，他讓王子托勒密擔任攝政，代替自己留在國內。托勒密在戰場上相當英勇，在前274年皮洛士從義大利遠征歸來後，托勒密率領60人大膽突襲為父親攻下了克基拉島的首府克基拉。之後皮洛士與馬其頓國王安提柯二世開戰入侵馬其頓，安提柯失去大部分領土後試圖發動反攻，但在托勒密的率領下大破安提柯二世，據記載托勒密在與安提柯二世的海戰中英勇奮戰，他曾經與7個人登艦攻上一艘15列槳的大型戰船，並俘虜了它。靠著托勒密的優異表現，安提柯被迫放棄他的反攻計畫倉皇逃走。
前272年托勒密伴隨皮洛士參與伯羅奔尼撒征戰並統帥王家衛隊，在斯巴達戰役中他在撤退中與伊凡庫斯（Eualcus）率領的拉刻代蒙軍精銳部隊激戰，托勒密不慎被一名來自克里特阿普特拉的士兵名奧里蘇斯（Oroissus）突襲而戰死。皮洛士聽聞噩耗悲慟不已，親自率摩羅西亞騎兵趕到戰場與敵人廝殺，親手殺了敵將伊凡庫斯為子報仇。戰後皮洛士為托勒密辦理隆重的葬禮。
托勒密有一個姐姐奧林匹亞絲和兩個同父異母的弟弟亞歷山大二世、赫勒諾斯（Helenus）。

## 腳註
1. ↑  Bennett, & Antigone.
2. ↑  查士丁, 25, 4, 8
3. ↑  查世丁, 25, 3, 8
4. ↑  普魯塔克, 皮洛士 30

## 來源
- Bennett, Chris. . Tyndale House. 2001–2010  [2018-12-04]. （原始内容存档于2011-07-16）.
- 普魯塔克, 皮洛士